# Joshen Mishpat
Joshen mishpat (en español: La coraza del juicio) es una sección de los libros
Arba Turim (del rabino Jacob ben Asher [Colonia, 1269 - Toledo, 1343], publicado en 1475) y 
Shulján Aruj (del rabino Yosef Caro [Toledo, 1488 - Palestina, 1575], publicado en Israel en 1565).
Esta sección trata sobre los aspectos de la ley judía (halajá) relativos a las finanzas, los agravios, los procedimientos legales, y los préstamos con interés (usura), en el marco del judaísmo.
El rabino Caro creó su propia recopilación de leyes prácticas judías, el Shulján Aruj, un libro basado en el Arba Turim.
Muchos comentaristas posteriores basaron sus comentarios en esta obra literaria.
Joshen mishpat en el uso común puede referirse a una área específica de la ley judía (halajá), que puede encontrarse en las páginas del Arba turim y el Shulján aruj.
Las otras tres secciones del Arba turim y el Shulján aruj son las siguientes:
Oraj Jaim, Yoré Deá y Even HaEzer.